# Appendicula bracteosa
Appendicula bracteosa är en orkidéart som beskrevs av Heinrich Gustav Reichenbach. Appendicula bracteosa ingår i släktet Appendicula och familjen orkidéer. Inga underarter finns listade i Catalogue of Life.